# Тілля-Карі
Медресе Тілля-Карі (узб. Tilla Qori madrasasi — Позолочене медресе) — культова, духовно-просвітницька і освітня будівля XVII століття в Самарканді на площі Регістан. Найновіша будівля на площі, що разом з медресе Улугбека і медресе Шердор утворює цілісний архітектурний ансамбль. У 2001 році спільно з іншими пам'ятками Самарканду внесено до Списку Всесвітньої спадщини ЮНЕСКО.

## Історія

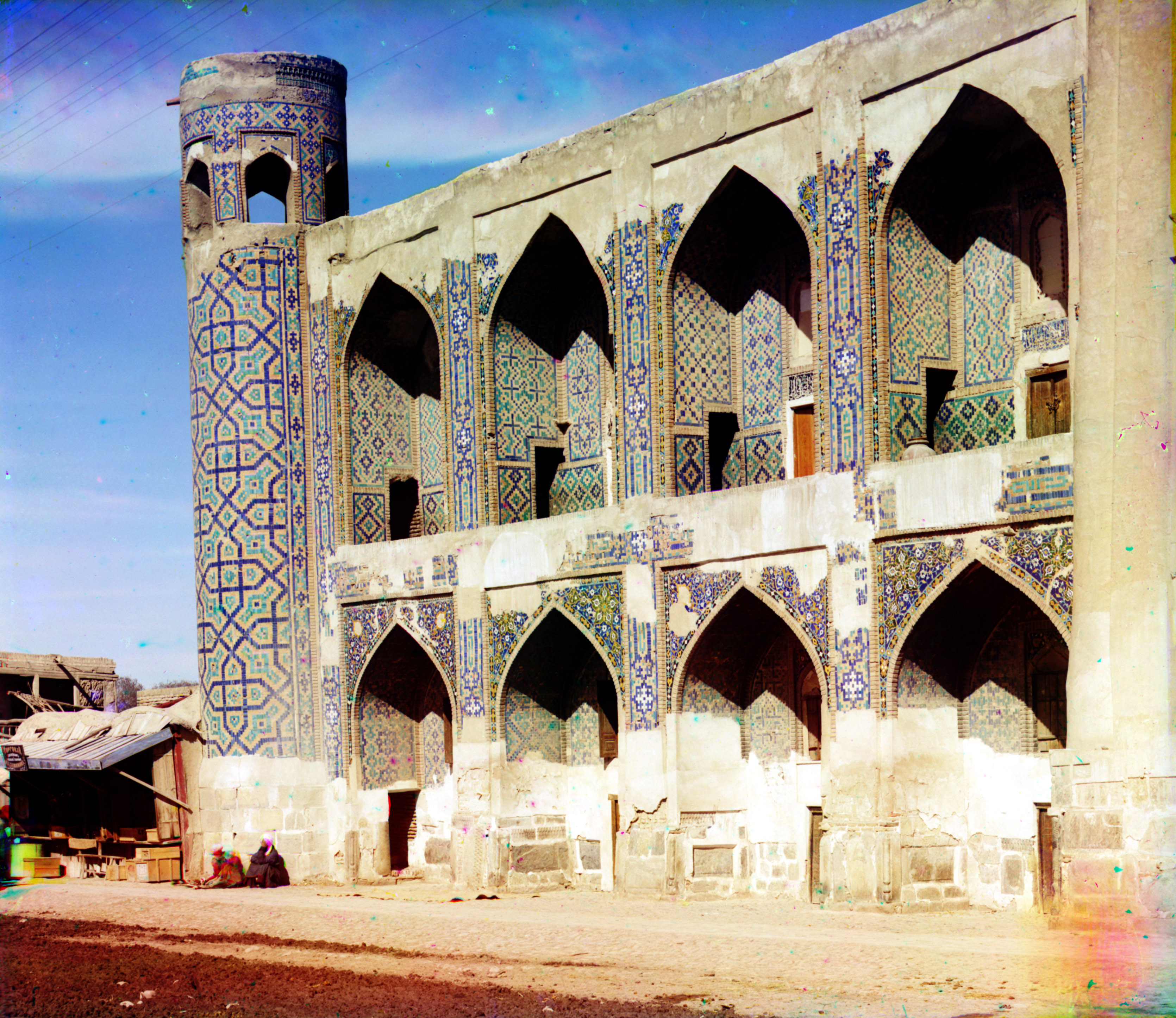
Тілля-Карі між 1905—1915. Світлина С. Прокудіна-Горського

Будівництво медресе Тілля-Карі розпочалося в 1646 році за наказом удільного правителя (хакіма) Самарканда Ялангтуша Бахадура, що походив із узбецького роду алчін, на місці збудованого ще в XV столітті і сильно зношеного караван-сараю Мірзої з частковим використанням його фундаментів і стін. В час зведення медресе соборні мечеті Самарканда (Бібі-Ханим і Аліке Кукельташа) були зруйновані, і при проектуванні було вирішено поєднати в будівлі медресе вищу духовну школу і джума-мечеть. Будівельні та оздоблювальні роботи тривали 14 років і були завершені в 1660 році вже після смерті Ялангтуша Бахадура. Це, скоріш за все, послужило причиною недбалого оздоблення деяких елементів медресе і незавершення зовнішнього купола мечеті Тілля-Карі. Збудоване на площі Регістан медресе Тілля-Карі додало розташованому тут архітектурному ансамблю закінчений вигляд. У XIX столітті медресе було пошкоджено сильним землетрусом (1817/18 рік). Особливо постраждав вхідний портал. Обрушилася його верхня частина разом з тимпаном. За розпорядженням еміра Хайдара портал був відновлений, але вже без кахельної обробки. До початку XX століття велику частину облицювання медресе було втрачено. Реставраційні роботи розпочалися в 20-х роках XX століття, тоді були здійснені спроби порятунку уцілілих фрагментів декору. На початку 30-х років були проведені роботи по відновленню облицювання зовнішніх фасадів. У 1950—1958 роках були відреставровані дворові фасади медресе і барабан купола мечеті. У першій половині 70-х років відновили декор тимпана головного порталу і зведений зовнішній купол мечеті. У 1979 році відновлено розписи інтер'єру мечеті. В даний час в медресе Тілля-Карі розміщується експозиція музею реставрації площі Регістан.

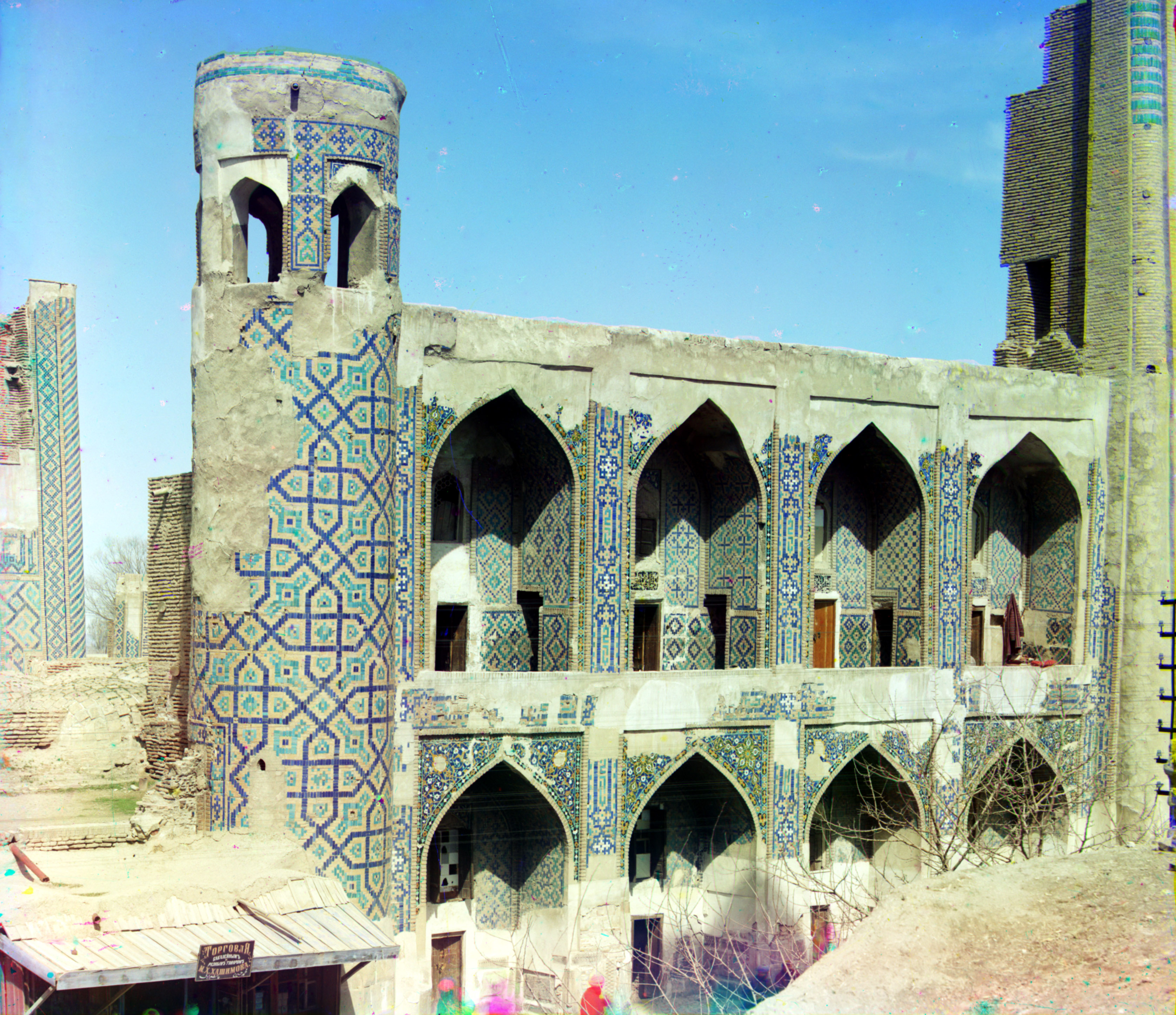
Тілля-Карі між 1905—1915. Фото С. Прокудіна-Горського

## Архітектура

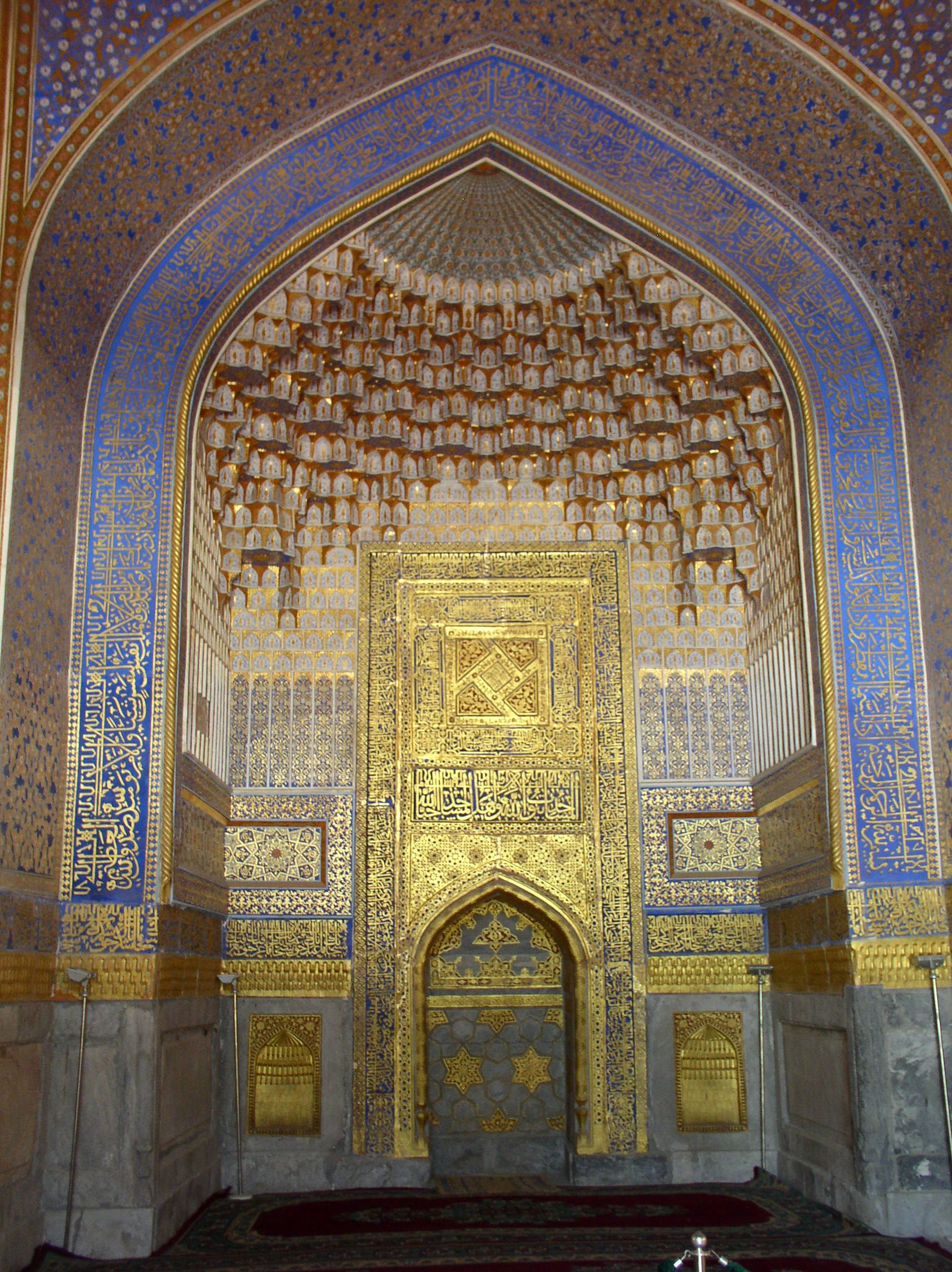
Міхраб мечеті

Медресе Тілля-Карі розташоване в північній частині площі Регістан і завершує південний архітектурний ансамбль з трьох медресе. Це квадратна в плануванні споруда загальною площею 75х75 метрів. Архітектор, очевидно належав до бухарської архітектурної школи, не скопіював пропорції двох інших розташованих на площі медресе, а розв'язав цю задачу композиційно, витягнувши крила головного фасаду, чим надав площі замкнутого виду. Зміна пропорцій головного фасаду повпливала на її виразність, будучи центральним елементом композиції, медресе Тілля-Карі грає роль фону для двох інших більш монументальних медресе.
Головний фасад медресе виконаний у бухарському стилі. Він складається з центрального порталу і двоярусних передніх крил з арковими нішами виходять на площу 16-ти худжр (по вісім з кожної сторони і по чотири в ярусі). Симетрія фасаду підкреслена кутовими вежами-гульдаста, які одночасно можуть виконувати функції мінаретів. Головний вхідний портал пронизаний глибокою п'ятигранною нішею з трьома проходами. Просторий чотирьохайванний двір обнесений по периметру худжрами, розташованими в два поверхи по головному фасаду і в один — уздовж інших сторін. Із західного боку двору розташовано портально-купольний будинок мечеті Тілля-Карі. Для збереження симетрії двору на його центральних осях зведені додаткові дворові портали. Мечеть складається з трьох частин. У центрі хрестоподібне в плануванні приміщення, перекрите подвійним куполом, де розташовується оброблений мармуром міхраб і одиннадцятиступінчастий мармуровий мінбар. З обох сторін до центральної зали примикають відкриті з боку двору галереї на стовпах.
Зовнішні та дворові фасади медресе облицьовані цегляною і складальною мозаїкою і майолікою з геометричними, рослинними та епіграфічними орнаментами. Надзвичайно щедро прикрашене приміщення мечеті. Його стіни і купол суцільно вкриті розписом в техніці кундаль із застосуванням позолоти.